# 성장
성장(成長; growth; 옛 용어 생장)은 한 생명체의 일생 동안 세포 크기와 세포 수가 증가하는 현상이다. 성장을 위하여 만들어진 영양제도 있다.

## 생물학에서의 성장
성장은 생명체가 살기 위해 먹이를 먹어 소화를 거치거나 광합성을 통해 영양분을 공급받고, 공급받은 영양분을 이용하여 세포 분열을 하거나 세포를 증식시키는 등 세포계의 크기를 늘리는 현상이다. 1차 성징이나 2차 성징 등의 변화폭이 큰 성장도 있다.

### 식물
식물의 성장은 온도의 영향을 강하게 받는다. 그러나 어느 한계까지만 온도 상승과 더불어 성장 속도가 증가할 뿐, 적정 온도를 넘으면 성장은 오히려 억제된다. 즉, 성장은 세포의 활동으로 이루어지는데, 세포의 활동은 온도가 높을 때에 활발하므로, 이 때에 성장 속도도 빨라진다. 그러나 어떤 온도를 넘게 되면 고온으로 인하여 세포의 주요 성분인 단백질이 변화되므로 오히려 세포의 활동이 나빠져서 성장이 억제되는 것이다. 식물 성장에 가장 적당한 온도는 식물의 종류에 따라서 상당히 다르다. 예를 들어, 옥수수가 싹이 틀 때는 33-34℃인데 비해, 고산 식물은 냉온에서도 잘 견딘다.
빛도 온도와 마찬가지로 식물의 성장에 큰 영향을 미친다. 그중 한 이유는 광합성 속도가 빛의 세기에 의존하기 때문이다. 그러나 성장에 대한 빛의 효과는 광합성으로 인한 영향만이 아니다. 예를 들어, 콩은 모든 식물과 마찬가지로 싹이 틀 때 저장 물질이 있으므로 광합성이 이루어지지 않는다. 그러나 이 때도 빛을 쬐어 주지 않으면, 잎이 거의 없는 비정상적인 콩나물이 되는 것을 볼 수 있다. 한편, 콩나물에 다시 빛을 쬐어 주면 정상적인 식물로 성장한다. 이러한 현상은 빛이 광합성을 통해서뿐만 아니라, 그 밖의 면에도 영향을 미침을 나타내 주는 것이다. 일반적으로, 빛은 식물체를 정상 상태로 성장시키는 역할을 한다.